# 雲峰街道
雲峰街道是中华人民共和国浙江省丽水市遂昌县下辖的一个街道办事处。
2011年，浙江省人民政府批复同意撤销妙高镇、云峰镇建制，其行政区域改由遂昌县政府直辖。
2011年12月，丽水市人民政府批复同意在遂昌县政府直辖区域设立妙高、云峰2个街道办事处，原妙高镇洋浩村划归云峰街道办事处管辖。

## 行政区划
雲峰街道下辖以下村级行政区划单位：
洋浩村、社后村、湖边村、古亭村、东亭村、长濂村、连头村、门阵村、同心村、隔溪村、马头村、范村、龙口村、龙祥村、下马村、东姑村和银都村。